# Brian Paul
Brian Paul – programista, który w sierpniu 1993 r. w ramach SSEC Visualization Project w University of Wisconsin napisał pierwszą wersję opensource’owej biblioteki graficznej Mesa 3D.
Mesa jest biblioteką trójwymiarowej grafiki komputerowej zgodną z OpenGL i w momencie napisania była jedynym sposobem uruchamiania programów zgodnych z OpenGL w systemie operacyjnym Linux.

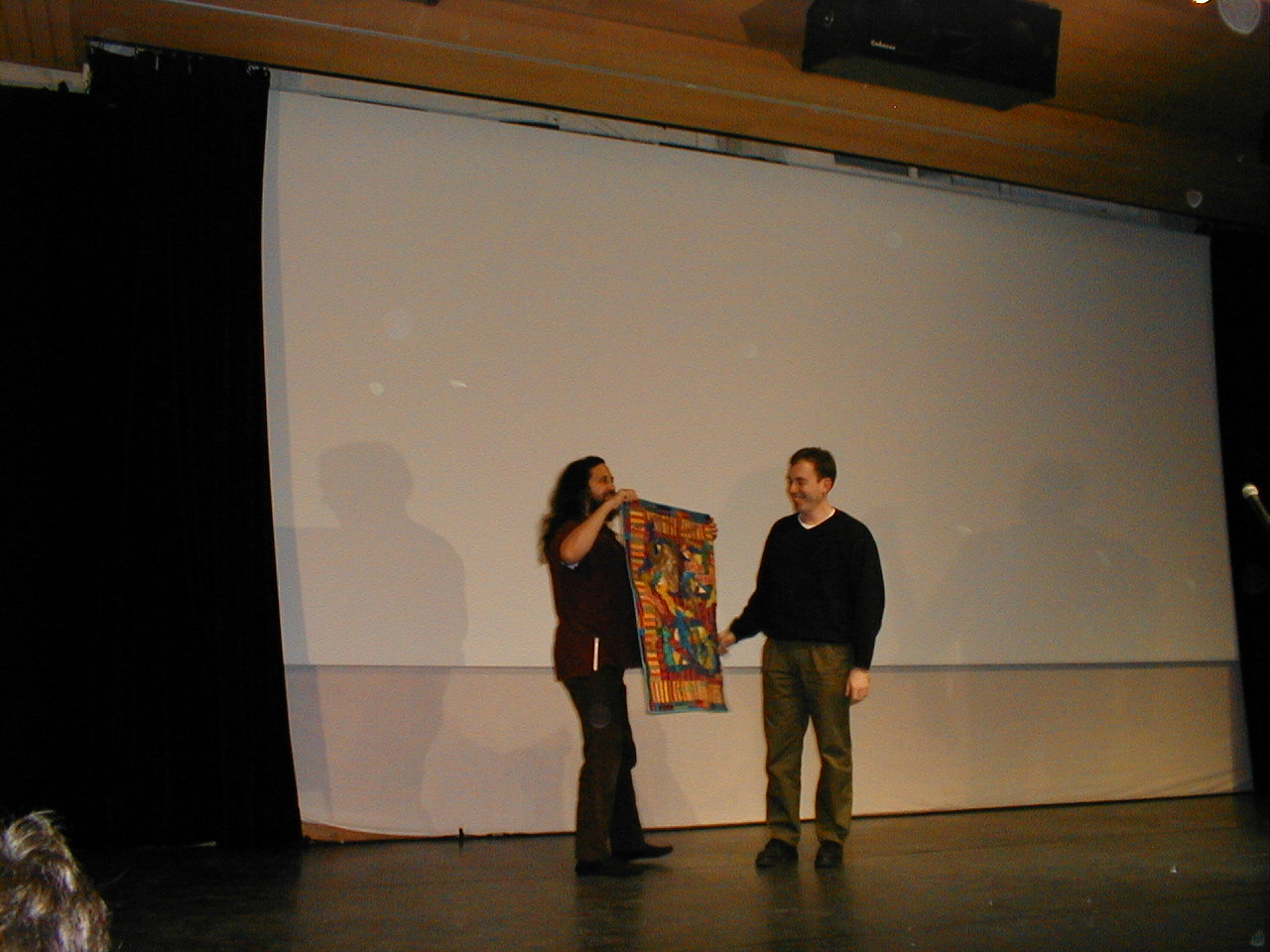
W 2000 r. otrzymał FSF Award for the Advancement of Free Software.
W listopadzie 2001 r. był współzałożycielem Tungsten Graphics.